# Islamska demokracja
Islamska demokracja – idea, według której w systemie demokratycznym można przestrzegać zasad religii islamskiej . W zależności od kraju, termin islamskiej demokracji jest niejednoznacznie interpretowany przez społeczność muzułmańską, islamskich oraz zachodnioeuropejskich teoretyków polityki; część z nich opowiada się również za sekularyzmem.
Zwolennicy tej idei twierdzą, że islam od samego początku był demokratyczny; w VII wieku o wyborze kalifa decydowała społeczność muzułmańska oraz nawet niewolnicy. Przykładem był istniejący w latach 632-661 Prawowierny Kalifat. Uważa się, że rozwój demokracji w islamskim świecie został zahamowany przez konflikt sunnitów z szyitami, jednak rodzaj demokracji jest jednak akceptowany przez irańskie środowiska naukowe, w tym przez szyickich ulemów.

## Punkt widzenia ze strony sunnizmu
Żyjący w VII wieku pierwsi kalifowie nazywani prawowiernymi byli wybierani zgodnie z szurą. Po zakończeniu przypadającego na okres od VIII do XIV wieku złotego wieku islamu, władcy państw muzułmańskich wciąż praktykowali szurę poprzez konsultacje z obywatelami w kwestiach politycznych.
Władza ustawodawcza kalifa, następnie sułtana była ograniczana przez ulemów, którzy zajmowali się orzekaniem kwestii prawnych zgodnych z szariatem w ramach idżmy. Po upowszechnieniu się medres na przełomie XI i XII wieku, ich uczniowie często musieli uzyskiwać idżazę, czyli licencję na wydawanie orzeczeń prawnych.
Bangladeski uczony Chondkar Abdullah Dżahangir w jednym z naukowych wywiadów dotyczących islamu i demokracji, powiedział, że władza w islamie powinna być zdobywana dzięki poparciu społeczeństwa; uznał też, że we własnym państwie można robić wszystko, co nie jest niezgodne z islamem.

### Salafizm
Salaficcy naukowcy, w tym część saudyjskich szejków, uznają demokrację haram, jednak popierają możliwość wykorzystania jej w islamie w celu dojścia do władzy i głosowania za ustanowieniem szariatu.

## Islamska demokracja w teorii

### Kwestia sekularyzmu
Tradycyjna teoria islamu rozróżnia kwestie religii i państwa, jednak podkreśla, że władza polityczna i życie publiczne muszą kierować się wartościami religijnymi . Część islamskich reformistów (m.in. Mahmoud Mohammed Taha i Ali Abd ar-Razik) opowiadali się za państwem świeckim w sensie porządku politycznego, który nie narzuca obywatelom jednoznacznej interpretacji szariatu; inny islamski uczony Abdullahi Ahmed An-Na'im opowiadał się za państwem świeckim opartym na konstytucjonalizmie i przestrzegającym praw człowieka. Z kolei islamiści odrzucają sekularyzm .

### Wizje islamskich naukowców

#### Abul A'la Maududi
Pakistański islamistyczny pisarz i polityk Abul A'la Maududi, przedstawił koncepcję teodemokracji jako systemu, który opiera się na władzy praktykującej muzułmańskiej społeczności przestrzegającej szariatu.

#### Al-Farabi
Żyjący na przełomie IX i X wieku muzułmański filozof Al-Farabi wydał publikację pod tytułem Al-Madina al-Fadila; sformułował w niej teorię idealnego państwa muzułmańskiego, którą porównał do Państwa Platona. Al-Farabi uważał, że państwo powinno być rządzone przez proroka, uznawał również demokrację za system najbliższy idealnemu państwu.

#### Muhammad Asad
Pakistański politolog pochodzenia austriacko-żydowskiego i konwertyta na islam Muhammad Asad, postrzegał demokrację jako ideę jak najbardziej zgodną z islamem, ponieważ religia ta utrzymuje, że wszyscy ludzie są równi.

#### Muhammad Iqbal
Indyjski teolog muzułmański Muhammad Iqbal uważał, że Prawowierny Kalifat był demokratyczny, ponieważ zgromadzenia ustawodawcze były wówczas wybierane przez obywateli.

### Współczesne teorie
Muhammad Muslih i Michaelle Browers wyróżniają trzy główne perspektywy islamskiej demokracji:
- rejekcjonistyczna – praktykowana przez Sajjida Kutba i Abula a'la Maududiego; potępiali oni wzorowanie się na zachodnioeuropejskiej demokracji oraz odróżniali ją od islamskiej doktryny szury.

- umiarkowana – kładzie nacisk na takie koncepcje, jak maslaha (interes publiczny), adl (sprawiedliwość) i szura (konsultacja). Szura stanowi w demokracji podstawę dla instytucji rządowych, podobnych do występujących w zachodniej demokracji, jednak odzwierciedlających wartości islamskie. Zwolennikami umiarkowanego poglądu byli m.in. Hasan al-Turabi, Raszid al-Ghannuszi i Jusuf al-Karadawi.

- liberalna – podkreśla zasady demokracji oparte na pluralizmie i wolności słowa.

## Poglądy społeczności muzułmańskiej
Według sondaży przeprowadzonych w krajach z większością muzułmańską, wyznawcy islamu przeważnie nie uważali demokracji i zasad islamu za sprzeczne.

## Islam i demokracja w praktyce

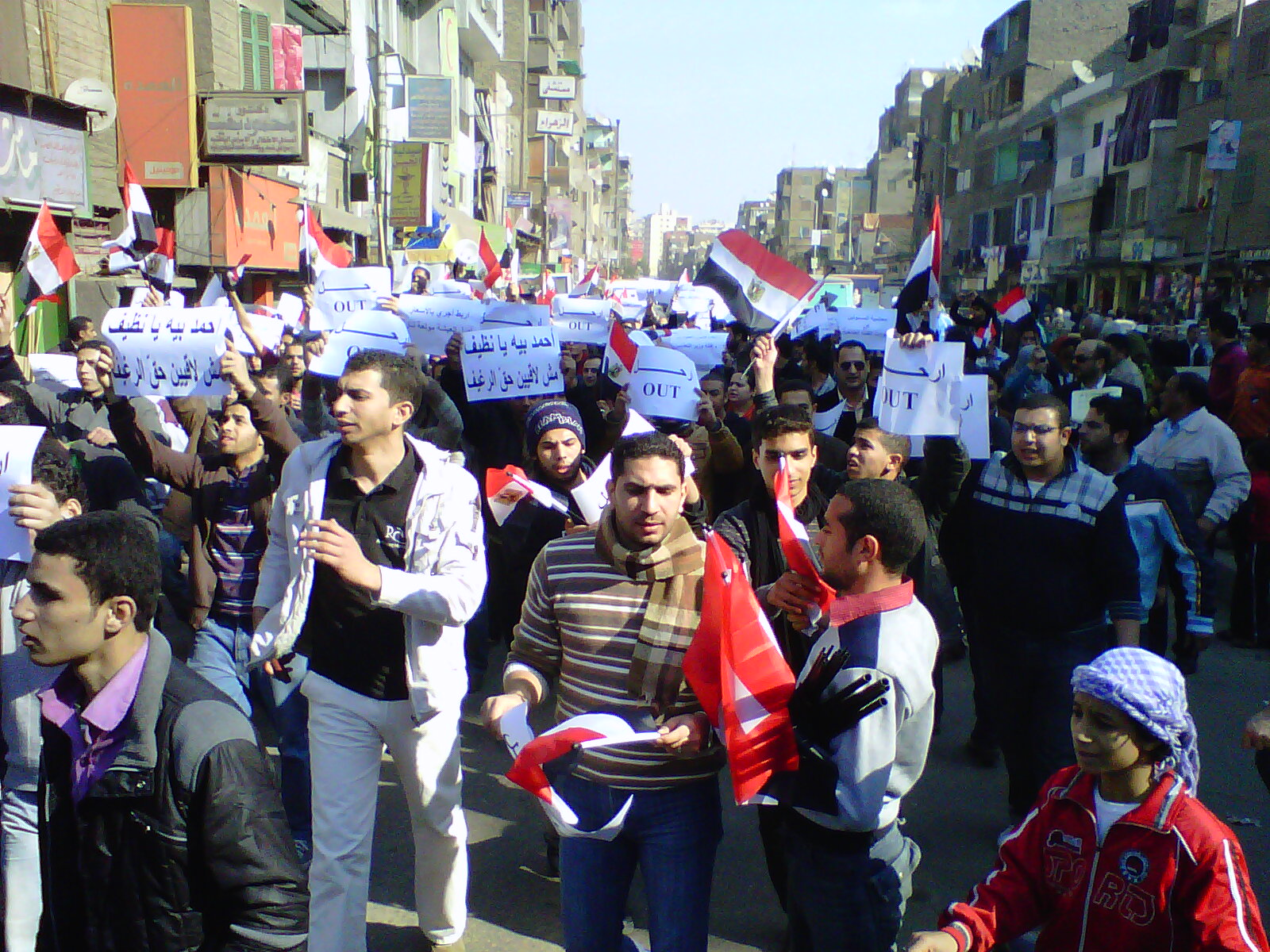
Protest muzułmańskich demokratów w Kairze (2011)

### Przeszkody
Według Briana Whitkaera, redaktora dziennika The Guardian, głównymi przeszkodami dla demokracji w państwach Bliskiego Wschodu są dziedzictwo imperialne, bogactwo generowane dzięki ropie naftowej, konflikt z Izraelem oraz muzułmańskie organizacje zbrojne.

### Islamsko-demokratyczne partie polityczne
| Państwo    | Partia polityczna                             | Lata działania |
| ---------- | --------------------------------------------- | -------------- |
| Afganistan | Stowarzyszenie Muzułmańskie                   | od 1968        |
| Afganistan | Islamska Organizacja Afganistanu „Dawah"      | od 2005        |
| Algieria   | Front Sprawiedliwości i Rozwoju               | od 1990        |
| Algieria   | Islamski Ruch Odrodzenia                      | od 2011        |
| Algieria   | Narodowy Ruch Rozwoju                         | od 2013        |
| Algieria   | Ruch na rzecz Narodowych Reform               | od 1999        |
| Algieria   | Towarzystwo Ruchu Pokoju                      | od 2010        |
| Bahrajn    | Stowarzyszenie Islamskie Al-Menber            | od 2002        |
| Bangladesz | Bangladeska Federacja Tariki                  | od 2005        |
| Bangladesz | Dżamaat-e Islami                              | od 1975        |
| Belgia     | ISLAM                                         | od 2012        |
| Libia      | Partia Ojczyzny                               | od 2011        |
| Libia      | Partia Sprawiedliwości i Rozwoju              | od 2012        |
| Libia      | Sojusz Sił Narodowych                         | od 2012        |
| Filipiny   | Islamski Front Wyzwolenia Moro                | od 1977        |
| Filipiny   | Lakas–CMD                                     | od 1991        |
| Filipiny   | Zjednoczona Partia Sprawiedliwości Bangsamoro | od 2014        |
| Holandia   | Islamscy Demokraci                            | od 2006        |
| Indonezja  | Partia Przebudzenia Narodowego                | od 1998        |
| Indonezja  | Partia Mandatu Narodowego                     | od 1998        |
| Indonezja  | Partia Prosperującej Sprawiedliwości          | od 2002        |
| Irak       | Grupa Sprawiedliwości Kurdystanu              | od 2010        |
| Irak       | Iracka Partia Islamska                        | od 1960        |
| Irak       | Kurdyjska Unia Islamska                       | od 1994        |
| Irak       | Muttahidun                                    | od 2012        |
| Irak       | Najwyższa Rada Islamska w Iraku               | od 1982        |
| Irak       | Ruch Ataa                                     | od 2017        |
| Irak       | Ruch Eradaa                                   | od 2015        |
| Irak       | Zew Islamu                                    | od 1968        |
| Iran       | Islamski Front Partycypacyjny Iranu           | 1998-2010      |
| Iran       | Partia Umiarkowania i Rozwoju                 | od 1999        |
| Jordania   | Islamska Partia Centrystyczna                 | od 2001        |
| Jordania   | Islamski Front Działań                        | od 1992        |
| Jordania   | Zamzam                                        | od 2016        |
| Malediwy   | Islamska Demokratyczna Partia                 | 2005-2013      |
| Malediwy   | Malediwska Partia Demokratyczna               | od 1978        |
| Malediwy   | Malediwska Partia Ludowa                      | od 2005        |
| Malediwy   | Partia Republikańska                          | od 2008        |
| Malediwy   | Partia Sprawiedliwości                        | od 2005        |
| Malezja    | Malezyjska Partia Islamska                    | od 1951        |
| Malezja    | Narodowa Partia Zaufania                      | od 2003        |
| Malezja    | Zjednoczona Narodowa Organizacja Malajów      | od 1946        |
| Maroko     | Partia Sprawiedliwości i Rozwoju              | od 1967        |
| Mauretania | Narodowy Ruch na rzecz Reform i Rozwoju       | od 2007        |
| Pakistan   | Beludżyjska Partia Ludowa                     | od 2018        |
| Pakistan   | Dżamaat-e Islami                              | od 1941        |
| Pakistan   | Pakistańska Partia Ludowa                     | od 1967        |
| Pakistan   | Pakistański Ruch na rzecz Sprawiedliwości     | od 1996        |
| Pakistan   | Zgromadzenie Jedności Muzułmanów              | od 2009        |
| Rwanda     | Idealna Partia Demokratyczna                  | od 1992        |
| Somaliland | Somalilandzka Partia Narodowa                 | od 2012        |
| Syria      | Bracia Muzułmańscy w Syrii                    | 1942/1945-1963 |
| Sri Lanka  | Kongres Muzułmański Sri Lanki                 | od 1981        |
| Turcja     | Partia Sprawiedliwości i Rozwoju              | od 2001        |

## Wskaźniki demokracji w krajach muzułmańskich
Poniżej wymienione są kraje z większością muzułmańską; przedstawiono w niej wyniki przyznane przez Freedom House w ramach raportu Freedom in the World (badanie z 2018) i przez Economist Intelligence Unit w ramach wskaźnika demokracji (badanie z 2019).
| Państwo                      | Wynik według wskaźnika demokracji | Pozycja według wskaźnika demokracji | Typ ustroju         | Status wolności   | Typ rządu                                                            | Religia i państwo                                    |
| ---------------------------- | --------------------------------- | ----------------------------------- | ------------------- | ----------------- | -------------------------------------------------------------------- | ---------------------------------------------------- |
| Afganistan                   | 0.32                              | 167                                 | autorytaryzm        | brak wolności     | państwo unitarne, teokracja, szariat, emirat                         | szariat                                              |
| Albania                      | 5.89                              | 79                                  | system hybrydowy    | częściowa wolność | system parlamentarny                                                 | państwo świeckie                                     |
| Algieria                     | 4.01                              | 113                                 | system hybrydowy    | brak wolności     | państwo unitarne, system parlamentarny, republika konstytucyjna      | religia państwowa                                    |
| Arabia Saudyjska             | 1.93                              | 159                                 | autorytaryzm        | brak wolności     | monarchia absolutna                                                  | szariat                                              |
| Azerbejdżan                  | 2.75                              | 146                                 | autorytaryzm        | brak wolności     | system prezydencki                                                   | państwo świeckie                                     |
| Bahrajn                      | 2.55                              | 149                                 | autorytaryzm        | brak wolności     | monarchia konstytucyjna                                              | religia państwowa                                    |
| Bangladesz                   | 5.88                              | 80                                  | system hybrydowy    | częściowa wolność | republika parlamentarna                                              | religia państwowa                                    |
| Bośnia i Hercegowina         | 4.86                              | 102                                 | system hybrydowy    | częściowa wolność | republika parlamentarna                                              | państwo świeckie                                     |
| Brunei                       | –                                 | –                                   | autorytaryzm        | brak wolności     | monarchia absolutna                                                  | szariat                                              |
| Burkina Faso                 | 4.04                              | 112                                 | system hybrydowy    | częściowa wolność | system semiprezydencki                                               | państwo świeckie                                     |
| Czad                         | 1.61                              | 163                                 | autorytaryzm        | brak wolności     | system prezydencki                                                   | państwo świeckie                                     |
| Dżibuti                      | 2.77                              | 144                                 | autorytaryzm        | brak wolności     | system semiprezydencki                                               | religia państwowa                                    |
| Egipt                        | 3.06                              | 137                                 | autorytaryzm        | brak wolności     | unitaryzm, system semiprezydencki, republika konstytucyjna           | religia państwowa                                    |
| Gambia                       | 4.33                              | 107                                 | system hybrydowy    | częściowa wolność | system prezydencki                                                   | państwo świeckie                                     |
| Gwinea                       | 3.14                              | 132                                 | autorytaryzm        | częściowa wolność | system prezydencki                                                   | państwo świeckie                                     |
| Gwinea Bissau                | 2.63                              | 148                                 | autorytaryzm        | częściowa wolność | system semiprezydencki                                               | państwo świeckie                                     |
| Indonezja                    | 6.48                              | 64                                  | wątpliwa demokracja | częściowa wolność | system prezydencki                                                   | państwo świeckie                                     |
| Irak                         | 3.74                              | 118                                 | autorytaryzm        | brak wolności     | republika parlamentarna                                              | religia państwowa                                    |
| Iran                         | 2.38                              | 151                                 | autorytaryzm        | brak wolności     | unitaryzm. teokracja, republika prezydencka, republika konstytucyjna | szariat                                              |
| Jemen                        | 1.95                              | 158                                 | autorytaryzm        | brak wolności     | władza tymczasowa                                                    | szariat                                              |
| Jordania                     | 3.93                              | 114                                 | autorytaryzm        | częściowa wolność | monarchia konstytucyjna                                              | religia państwowa                                    |
| Katar                        | 3.19                              | 128                                 | autorytaryzm        | brak wolności     | monarchia konstytucyjna                                              | religia państwowa                                    |
| Kazachstan                   | 2.94                              | 139                                 | autorytaryzm        | brak wolności     | system prezydencki                                                   | państwo świeckie                                     |
| Kirgistan                    | 4.89                              | 101                                 | system hybrydowy    | częściowa wolność | republika parlamentarna                                              | państwo świeckie                                     |
| Komory                       | 3.15                              | 131                                 | autorytaryzm        | częściowa wolność | system prezydencki, republika federalna                              | religia państwowa                                    |
| Kosowo                       | –                                 | –                                   | –                   | częściowa wolność | –                                                                    | państwo świeckie                                     |
| Kuwejt                       | 3.93                              | 114                                 | autorytaryzm        | częściowa wolność | monarchia konstytucyjna                                              | religia państwowa                                    |
| Liban                        | 4.36                              | 106                                 | system hybrydowy    | częściowa wolność | konfeskonalna republika parlamentarna                                | państwo świeckie                                     |
| Libia                        | 2.02                              | 156                                 | autorytaryzm        | brak wolności     | władza tymczasowa                                                    | religia państwowa                                    |
| Malediwy                     | –                                 | –                                   | –                   | częściowa wolność | –                                                                    | religia państwowa                                    |
| Malezja                      | 7.16                              | 43                                  | wątpliwa demokracja | częściowa wolność | monarchia konstytucyjna, demokracja parlamentarna                    | religia państwowa                                    |
| Mali                         | 4.92                              | 100                                 | system hybrydowy    | częściowa wolność | system semiprezydencki                                               | państwo świeckie                                     |
| Maroko                       | 5.10                              | 96                                  | system hybrydowy    | częściowa wolność | monarchia konstytucyjna                                              | religia państwowa                                    |
| Mauretania                   | 3.92                              | 116                                 | autorytaryzm        | brak wolności     | republika islamska, system semiprezydencki                           | szariat                                              |
| Niger                        | 3.29                              | 127                                 | autorytaryzm        | częściowa wolność | system semiprezydencki                                               | państwo świeckie                                     |
| Nigeria                      | 4.12                              | 109                                 | system hybrydowy    | częściowa wolność | federalizm, system prezydencki                                       | państwo świeckie, w północnej części państwa szariat |
| Oman                         | 3.06                              | 137                                 | autorytaryzm        | brak wolności     | monarchia absolutna                                                  | religia państwowa                                    |
| Pakistan                     | 4.25                              | 108                                 | system hybrydowy    | częściowa wolność | federalizm, republika parlamentarna                                  | szariat                                              |
| Palestyna                    | 3.89                              | 117                                 | autorytaryzm        | brak wolności     | system semiprezydencki                                               | religia państwowa                                    |
| Sahara Zachodnia             | –                                 | –                                   | –                   | częściowa wolność | –                                                                    | religia państwowa                                    |
| Senegal                      | 5.81                              | 82                                  | system hybrydowy    | wolność           | system semiprezydencki                                               | państwo świeckie                                     |
| Sierra Leone                 | 4.86                              | 102                                 | system hybrydowy    | częściowa wolność | system prezydencki                                                   | państwo świeckie                                     |
| Somalia                      | –                                 | –                                   | –                   | brak wolności     | federalizm, system semiprezydencki                                   | religia państwowa                                    |
| Somaliland                   | –                                 | –                                   | –                   | częściowa wolność | –                                                                    | religia państwowa                                    |
| Sudan                        | 2.70                              | 147                                 | autorytaryzm        | brak wolności     | federalizm, system semiprezydencki                                   | państwo świeckie (de iure), szariat (de facto)       |
| Syria                        | 1.43                              | 164                                 | autorytaryzm        | brak wolności     | system semiprezydencki                                               | państwo świeckie                                     |
| Tadżykistan                  | 1.93                              | 159                                 | autorytaryzm        | brak wolności     | system prezydencki                                                   | państwo świeckie                                     |
| Tunezja                      | 6.72                              | 53                                  | wątpliwa demokracja | wolność           | system semiprezydencki                                               | religia państwowa                                    |
| Turcja                       | 4.09                              | 110                                 | system hybrydowy    | brak wolności     | system prezydencki                                                   | państwo świeckie                                     |
| Turkmenistan                 | 1.72                              | 162                                 | autorytaryzm        | brak wolności     | system prezydencki, system jednopartyjny                             | państwo świeckie                                     |
| Uzbekistan                   | 2.01                              | 157                                 | autorytaryzm        | brak wolności     | system prezydencki                                                   | państwo świeckie                                     |
| Wybrzeże Kości Słoniowej     | 4.05                              | 111                                 | system hybrydowy    | częściowa wolność | system prezydencki                                                   | państwo świeckie                                     |
| Zjednoczone Emiraty Arabskie | 2.76                              | 145                                 | autorytaryzm        | brak wolności     | federalizm, monarchia konstytucyjna                                  | religia państwowa                                    |